# 의미의 논리
의미의 논리는 질 들뢰즈의 연구서로, 1969년에 발간된 들뢰즈 사유의 허리에 위치해 있는 저작이다. 들뢰즈 철학의 전·후반기를 가르는 분수령에 해당하는 저서로서, 순수이론철학서이다.
들뢰즈는 사건과 의미를 동시에 사유하면서 사건이 곧 의미이고 의미가 곧 사건임으로 보여줌으로써 베르그송적인 지속의 철학, 자연철학과 구조주의적인 합리주의 철학, 문화철학을 한 차원 높게 지양(止揚)시켰다는 평가가 있다.
이 책은 전체 34개의 계열들로 되어 있는데, 17계열까지가 들뢰즈 사유의 일반적인 뼈대이고, 18계열부터 26계열까지는 스토아 철학에서의 도덕에 관한 내용들이며, 27계열 이후는 정신분석학을 토대로 의미 발생의 문제를 다루었다.